# Rudolf Schweinitz
Rudolf Schweinitz (* 15. Januar 1839 in Charlottenburg; † 7. Januar 1896 in Berlin) war ein deutscher Bildhauer.

## Leben
Rudolf Schweinitz bildete sich 1855–1865 auf der Berliner Akademie bei Hermann Schievelbein, wobei er sich an dessen Freiherr-vom-Stein-Denkmal beteiligte. 1865 ging er über Paris nach Italien und machte dann kürzere Studienreisen nach Kopenhagen, München, Wien und Pest. Schon seine damals gearbeiteten Genrefiguren erregten die schönsten Hoffnungen, die er nachher in reichem Maß erfüllte. In einer Existenzkrise wegen fehlender Aufträge wählte er 1896 den Freitod.

## Werke
- Ährenlesende
- Betende Italienerin
- Reizende Psyche, 1871
- Arbeiten für die Ausschmückung der Alten Nationalgalerie zusammen mit Otto Geyer (im Giebeldreieck die Gruppe der drei bildenden Künste, außerdem ein Treppenhausfries)
- 1870–1880: Ensemble Krieg, vier Figurengruppen aus Sandstein im Großen Tiergarten, südwestlich vom Haus der Kulturen der Welt. Die Figuren waren bis 1938 nahe dem Reichstagsgebäude am ehemaligen Alsenplatz aufgestellt und wurden für Albert Speers geplante „Welthauptstadt Germania“ aus dem Weg geräumt

Abschied des Landsmannes von August Wittig
Schlacht von Rudolf Schweinitz
Pflege der Verwundeten von Ludwig Brodwolf (teilzerstört, aber am Ort belassen)
Glückliche Heimkehr von Alexander Calandrelli
- 1870–1880: Ensemble: Vier deutsche Ströme, vier Figurengruppen aus Sandstein im Großen Tiergarten, am Großfürstenplatz / John-Foster-Dulles-Allee gegenüber vom Haus der Kulturen der Welt. Die Figuren standen um einen Tritonbrunnen von Josef von Kopf im Halbkreis herum. Den Figuren fehlen teilweise Köpfe, sie sind beschmiert und weisen Einschusslöcher auf. Zurzeit sind sie in einem Depot, nur der Brunnen und die Sockel sind vorhanden. Sie befanden sich lange Zeit in einem Depot, nur der Brunnen und die Sockel waren vorhanden. Inzwischen (2015) wurden sie restauriert und wieder an ihrem ursprünglichen Standort aufgestellt.

August Wittig: Die Weichsel (Holzflößerei, Ährenleserin)
Rudolf Schweinitz: Die Oder (Frau, Bergmann, Schafscherer)
Alexander Calandrelli: Die Elbe (Merkur und ein Knabe mit Zahnrad)
Rudolf Schweinitz: Der Rhein (Weinlese, Lachsfang)
- Germania als Kriegerdenkmal der Stadt Gera, 1874
- 1874 zusammen mit Alexander Calandrelli und Carl Schuler die Fertigstellung des Reiterdenkmals König Friedrich Wilhelm III. von Preußen in Köln nach Gustav Blaesers Tod. Von Schweinitz stammen 20 Statuen an den Langseiten des Postaments
- Acht Kolossalgruppen für die Königsbrücke in Berlin
- Statue des Hochmeisters Hermann von Salza für die Stadt Thorn
- Denkmal: Kampf des Deutschen Ordens gegen die heidnischen Preußen für die Weichselbrücke in Thorn.
- Mädchen nach dem Bade
- Mutter mit Kind
- Figur Der gefährdete Amor, Berlin (Nationalgalerie), 1881
- Reliefs aus der Geschichte Berlins für die Balkonbrüstung des Berliner Rathauses (Fassadenfriese zur Jüdenstraße)
- Reliefs für den Balkon des Rathauses in Bremen
- 20 Statuen für das Hauptpostamt in Köln
- 1889 Grabfigur des Erbbegräbnisses Riedel, Berlin, Friedhof II der Georgen-Parochialgemeinde
- 1890 das Kaiser-Wilhelm-Denkmal in Wülfrath
- Büste James Keith
- Büste Moritz Prinz von Anhalt-Dessau
- Büste Friedrich Graf von Geßler. Alle drei Büsten für die Berliner Ruhmeshalle